# Martensita
Martensita és la fase cristal·lina BCT, en aliatges ferrosos. Aquesta fase es genera a partir d'una transformació de fases sense difusió, a una velocitat que és molt propera a la velocitat del so en el material. Per extensió, es denominen martensita totes les fases que es produeixen arran d'una transformació sense difusió materials metàl·lics. Es diu martensita en honor del metal·lúrgic alemany Adolf Martens (1850-1914).
La transformació martensítica no només passa en l'acer, sinó que altres sistemes d'aliatge es caracteritzen per experimentar transformacions sense difusió. Atès que la transformació martensítica no implica difusió, passa gairebé instantàniament, els grans martensítics s'organitzen i creixen a velocitat molt alta: A la velocitat del so dins de la matriu austenítica. D'aquesta manera, a efectes pràctics, la velocitat de transformació de l'austenita és independent del temps.
L'estructura de la martensita té l'aparença de làmines o d'agulles (variants). La fase blanca és austenita que no es transforma durant el tremp ràpid. La martensita també pot coexistir amb altres constituents, com la perlita.
El refredament ràpid (o tremp) de l'acer austenitzat, fins a arribar a una temperatura propera a l'ambiental, origina un altre microconstituent denominat  martensita, que és una estructura de no equilibri de la transformació sense difusió de l'austenita. Es pot considerar un producte de transformació competitiu amb la perlita o la bainita. La transformació martensítica té lloc a velocitats de tremp molt ràpides que dificulten la difusió del carboni. Si hi hagués difusió es formarien les fases ferrita i cementita.
La transformació martensítica no és ben coneguda. No obstant això, un gran nombre d'àtoms es mouen de manera cooperativa, el que representa petits desplaçaments d'un àtom respecte als seus veïns. Aquesta transformació vol dir que l'austenita CCC experimenta una transformació polimòrfica a la martensita tetragonal centrada en el cos (TCC). La cel·la unitat d'aquesta estructura cristal·lina és un cub, allargat en una de les tres dimensions, centrat en el cos BCC; aquesta estructura és diferent de la ferrita CC. Tots els àtoms de carboni romanen com soluts intersticials en la martensita i constitueixen una dissolució sòlida sobresaturada capaç de transformar-se ràpidament en altres estructures, si s'escalfa a temperatures que impliquen una apreciable velocitat de difusió. La majoria dels acers retenen l'estructura martensítica gairebé indefinidament a temperatura ambient.
Amb un tractament mecànic adequat, l'estructura pot presentar una sola variant. Un cas particular en són els aliatges martensítics ferromagnètics, que mostren interessants propietats en aplicar-los un camp magnètic (magnetoestricció,  Villary effect ).
Els acers amb microestructura martensítica són els més durs i mecànicament resistents, però també els més fràgils i menys dúctils. La duresa d'aquests acers depèn del contingut en carboni, però també són més tenaços que els acers perlita.